# Municipio de Östhammar
Östhammar (en sueco: Östhammars kommun) es un municipio de la provincia de Upsala, Suecia, en la provincia histórica de Uppland. Su sede se encuentra en la localidad de Östhammar. El municipio actual se formó durante la reforma municipal en 1971 con la fusión de Östhammar y Öregrund, al mismo tiempo el área fue transferida de la provincia de Estocolmo a Upsala. En 1974 se incorporaron Dannemora y partes del municipio rural de Oland.

## Localidades
Hay ocho áreas urbanas (tätort) en el municipio:
| # | Tätort      | Población |
| - | ----------- | --------- |
| 1 | Östhammar   | 4906      |
| 2 | Gimo        | 2781      |
| 3 | Alunda      | 2575      |
| 4 | Österbybruk | 2376      |
| 5 | Öregrund    | 1602      |
| 6 | Hargshamn   | 298       |
| 7 | Dannemora   | 227       |
| 8 | Skoby       | 238       |

## Demografía

### Desarrollo poblacional
| Gráfica de evolución demográfica de Östhammar entre 1970 y 2015 |
|                                                                 |
| Fuente: SCB                                                     |

## Ciudades hermanas
Östhammar esta hermanado o tiene tratado de cooperación con:
| - Orimattila, Finlandia - Uusikaupunki, Finlandia - Valga, Estonia - Tvrdošín, Eslovaquia - Valka, Letonia | - Kobylnica, Polonia - Kościelisko, Polonia - Weißenburg, Alemania - Durbuy, Bélgica - Poti, Georgia |